# Girandoni-szélpuska
A Girandoni-szélpuska osztrák fejlesztésű légpuska, melyet a tiroli feltaláló, Bartholomäus Girandoni tervezett meg körülbelül 1779-ben. A vállfegyvert németül Windbüchse (szó szerint „szélpuska”) néven is említették, illetve Repetierwindbusche M 1780-nek. A fegyver egyik legendás alkalmazása a Lewis–Clark-expedícióban történt Észak-Amerikában az 1800-as évek elején, amikor indiánok segítségével felfedezték és feltérképezték Észak-Amerika nyugati részét. Lewis az út során többször demonstrálta saját vállfegyvere képességeit, hogy elrettentse az indián törzseket a kis csapaton való rajtaütésektől. A bennszülöttek ámulattal nézték, ahogy Lewis személyi ismétlőfegyverével füst nélkül, szinte hangtalanul találja el a célokat egymás után. Az osztrák császári hadsereg megközelítően 1500 darab ilyen szélpuskát rendszeresített. Egy 1801. január 20-án kelt osztrák kormányzati jelentésből kiderült, hogy addig 399 darab Girandoni-puska veszett el a harcok során.
A Girandoni-puska elsősége abban rejlik, hogy ez az első hadrendbe állított ismétlőpuska a hadtörténelemben és az elsők egyike, melyekben cső-tölténytárakat alkalmaztak. Noha csak 35 éven át volt szolgálatban, mégis kialakításában és műszaki megoldásaiban túlmutat még az 50 évvel később megalkotott billenőkaros amerikai Henry-puskán is.

## Története
A puskát az osztrák császári hadsereg rendszeresítette és alkalmazta 1780 és 1815 között, a napóleoni háborúk idején is. Előnyei között tartott számon a kortársai közötti nagy lőgyorsaság és a füstnélküliség, lévén a hajtásgázok nem égésből származtak. Előnyei kezdetben komoly elfogadással párosultak, azonban mégis kivonták a hadrendből, több okból is. Noha a tusaként szolgáló, cserélhető kúpszerű gáztartály üzemi nyomáson akár 30 lövésre is elegendő gázmennyiséget tárolt, azt feltölteni a rendszeresített pumpával körülbelül 1500 pumpálás volt szükséges, amihez sok idő és erős fizikum szükségeltetett. Később ezt a rendszert átalakították, szekereken üzemeltetett pumpákról töltötték fel a tartályokat, amelyek anyaga kovácsoltvas lemez volt, a tartályszerkezet illesztéseit szegecseléssel és azok leforrasztásával érték el, aminek gyártása abban az időben nagyon bonyolult, nehézkes és lassú volt. Maga a lakatszerkezet nagyon precízen volt megmunkálva és kis szennyeződések is képesek voltak kis időre üzemképtelenné tenni, emiatt kényes volt a karbantartásra. Végezetül üzeme nem hasonlított a többi lőfegyverre, ezért a lövészek kiképzésére különös gondot kellett fordítani, azt más alakulat katonája nem, vagy kis hatékonysággal tudta csak alkalmazni.
Az amerikaiak alkalmazták a fenti felfedező expedíció során is és tüntetőleg nyilvánosságra is hozták, hogy a képzetlen indiánok és mostoha körülmények között is nagy hatékonysággal tudták üzemeltetni. Feltételezések szerint az expedíció sikerét nagyban befolyásolta ez a fegyver és egyéb lőfegyverek, hogy a kétéves oda-visszautazás során egyetlenegy résztvevő sem vesztette életét, egyedül betegségekben és balesetekben.

## Kialakítása és képességei

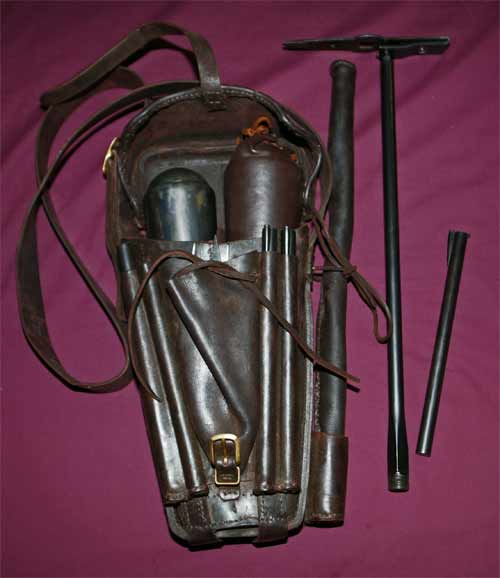
Egy Girandoni-szélpuska bőrből készült személyi málhája. Látható benne a két tartalék gáztartály, négy cseretár, egy tisztítókészlet és egy kézipumpa

A fegyver 4 láb (1219 mm) hosszú és 10 font (kb. 4,6 kg) tömegű, hasonló adatokkal rendelkezett mint a kortárs elöltöltős kovás puskák. Az alkalmazott lövedékek 11,76 mm átmérőjű ólomgolyók voltak, melyekből 20-22 darabot lehetett tölteni a vízszintes csőtárba, amelyet a cső jobb oldalán helyeztek el a csőfarnál. A lövedékadogatást egy oldalirányban mozgó adogatókar látta el, gravitációs úton, azaz a fegyvert felfelé kellett tartani töltés közben és az adogatószerkezet képviselte magát a csőfarlezárást, reteszelést is. Ez a kortárs elöltöltős puskákkal szemben jelentős előnyökkel járt, ugyanis amíg a fekete lőporos puskásnak állva kellett maradnia a fegyver újratöltéséhez, addig a szélpuskások guggolva maradhattak, a fegyvert függőlegesen tartva, vagy hanyatt fekve másodperceken belül újratölthették a puskát és ismét lőkészekké váltak tíz másodpercen belül. Ezzel, egyrészt a szélpuskás alakulat támadókészsége drasztikusan megnőtt, másrészt túlélő képessége is, hiszen a lövészek végig kis célfelületet adnak az ellenfélnek, esetlegesen, létszámtól függően eleve észrevétlenek is maradhatnak egy ideig. Ehhez azonban másféle jellegű kiképzés vált szükségessé a szélpuskás alakulatok számára.
Egy 1788-as előírás szerint minden szélpuskás fegyveréhez kapott három gáztartályt, melyeket feltöltött. Kettőt málházva, egyet pedig a fegyverbe csavarva. Továbbá egy tisztítóvesszőt, egy kézipumpát, egy ólomlécet (vagy kanalat) és 100 ólomgolyót. A 100 lövedékből 1-et a csőfarba, 19-et a csőtárba és a maradék 80 darabot pedig négy vékonyfalú töltőtubusban hordott. A fegyverhez járó felszerelést egy erre a célra tervezett és varrt bőr hátizsákban hordozták, a lövész rendszeresített málhája volt. A csatlakozások tömítései bőrből voltak, emiatt azokat mindig nedvesen kellett tartaniuk, hogy a töltött gáz ne szivárogjon el. A gáztartály lényegében csonkakúp alakú, melynek tartályfara félgömb alakú, ez a két elem volt összeszegecselve és bádogos hidegforrasztással leforrasztva. A fegyvernek lényegében ez volt a legérzékenyebb pontja, ha ez az elem megsérült, a fegyver használhatatlanná vált. Ezért a szélpuskás lövészek a puskás közelharcra, a „tusaharcra” alkalmatlanok voltak, illetve ezután a fegyvert új tartályok nélkül lövészeik nem tudták lőfegyverként használni. Minden osztrák lövészkatonának másodlagos fegyverként szablya volt oldalfegyverként rendszeresítve, így közelharc esetén nem maradtak védtelenek. A puska szurony alkalmazására valószínűleg alkalmatlan volt, a csőtorkolat mögötti csőszakasz nem látszik erre alkalmasnak.
Egy teljesen feltöltött tartállyal körülbelül 30-40 lövést lehetett leadni, azaz 1,5-2 teljes tárat. Üzemi nyomáson – ami körülbelül 750 PSI nyomást jelentett – ezek a 11,76 mm átmérőjű lövedékek 150 lépésnyi távolságig voltak hatásosak. A The National Firearms Museum előadója szerint a tesztlövések során 100 lépésről át lehetett lőni vele az 1 hüvelyk (2,54 cm) vastag gyalult deszkát. A hatásos lőtávolság értelemszerűen lecsökkent a gáztartály nyomásának csökkenésével. Az űrméret hasonló az USA-ban széles körben alkalmazott .45-ös tölténykaliberekhez. Maga a cső feltehetőleg simacsövű, hiszen muskétaként rendszeresítette az osztrák hadsereg. A muskéta előnye az akkori puskákkal szemben a gyorsabb tölthetőség, nagyobb tűzgyorsaság, azonban a huzagolás nélküli csővel kisebb hatásos lőtávot tudtak csak elérni, a fegyvercső pontatlanabb volt. Ellenben gyártása is egyszerűbb. Lewis expedíciójában látogatást tett Thomas Rodney ezredes is, ami alatt a vendégtársaságnak Lewis demonstrálta a fegyver képességeit. Rodney feljegyzései szerint a fegyverrel egy perc alatt 22 lövést lehetett leadni, ami abban az időben igazán lenyűgöző teljesítmény volt. Phil Schreier szerint 22 lövést kevesebb mint 30 másodperc alatt lehetett vele leadni.
Napjainkra kevés példány maradt fenn. Az egyik Németországban Suhl város múzeumában, a Waffenmuseum Suhlban látható, valamint a müncheni Deutschen Jagdmuseumban. Bécsben egy kompresszor van kiállítva a Heeresgeschichtlichen Museum Wienben, ami a tartályok feltöltésére szolgált. Illetve egy példány megtalálható a The National Firearms Museum Treasure Collection-jében is.

## Fordítás
- Ez a szócikk részben vagy egészben  a   Girandoni Air Rifle című angol Wikipédia-szócikk fordításán alapul.  Az eredeti cikk szerkesztőit annak laptörténete sorolja fel. Ez a jelzés csupán a megfogalmazás eredetét és a szerzői jogokat jelzi, nem szolgál a cikkben szereplő információk forrásmegjelöléseként.